# Alexis Paccard
Alexis Paccard (* 12. Juni 1813 in Paris; † 18. August 1867 in Aix-les-Bains) war ein französischer Architekt.

## Leben

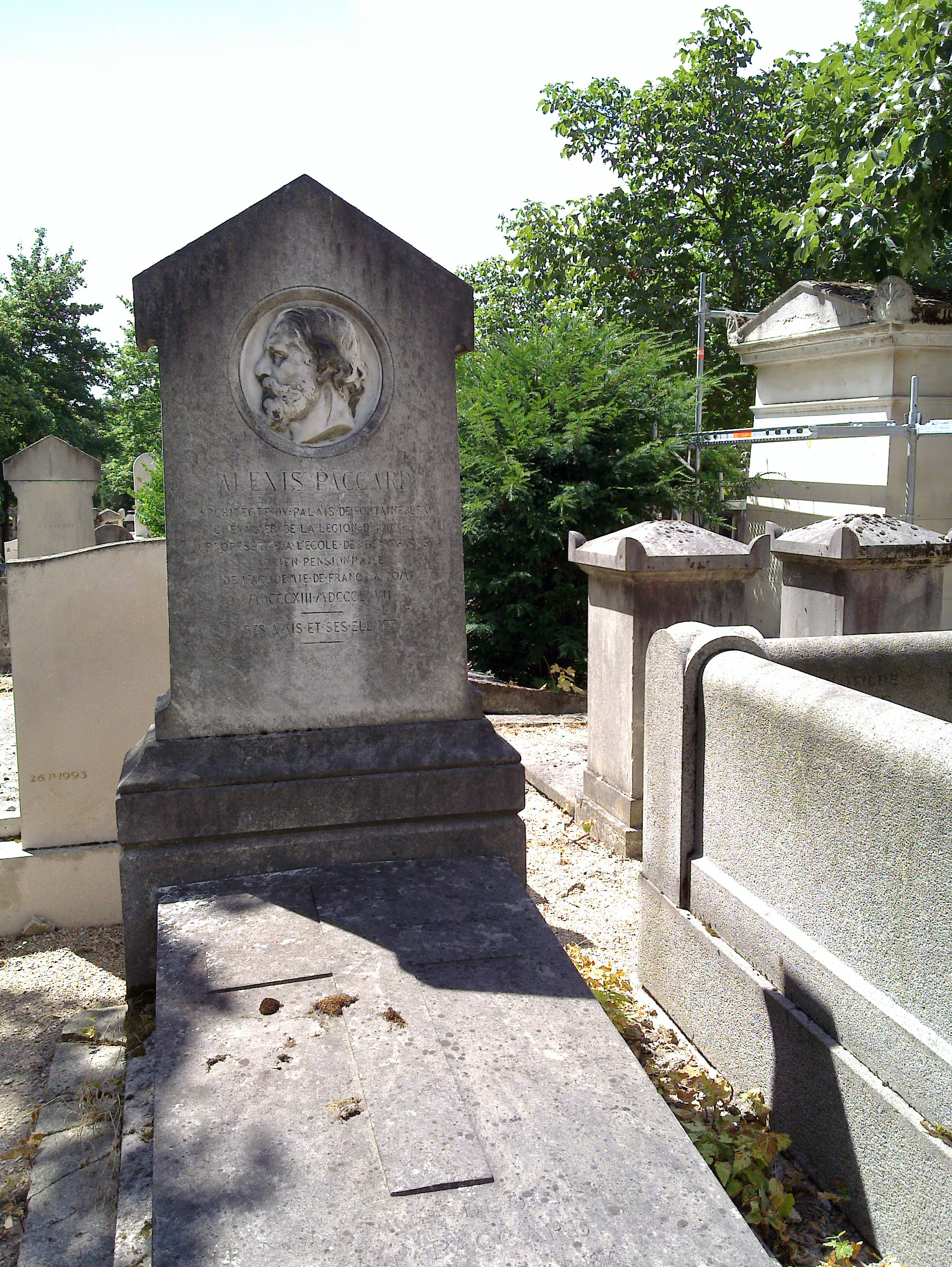
Grab von Alexis Paccard auf dem Friedhof Père Lachaise

Paccard begann 1830 ein Architekturstudium an der École des Beaux-Arts in Paris bei Lebas und Huyot. 1835 wurde er für seinen Entwurf Une école de médecine mit dem zweiten Preis ausgezeichnet und erhielt 1841 den Prix de Rome der Académie des Beaux-Arts.
Berühmtheit erlangte seine Arbeit des dritten und letzten Stipendienjahres zum Parthenon von Athen, die später auf der Weltausstellung Paris 1855 ausgestellt und prämiert wurde. Es ist die erste Arbeit eines Rompreisträgers, die sich einem der Hauptmonumente auf der Athener Akropolis widmete, während bis dahin die Richtlinien Forschungsaufenthalte außerhalb von Italien ausgeschlossen hatten.
Nach seiner Rückkehr nach Frankreich wurde er staatlicher Inspektor für öffentliche Bauten. Unter der Leitung von Louis Visconti arbeitete er am Louvre und den Tuilerien. 1854 war er als Architekt am Schloss Rambouillet und später am Schloss Fontainebleau tätig. 1857 bis 1859 erbaute er die kaiserliche Kapelle im Palais Fesch in Ajaccio.
1863 wurde er zum Architekturprofessor an der Ècole des Beaux Arts ernannt. Einer seiner Schüler war Albert-Félix-Théophile Thomas.

## Schriften
- Léon de Laborde und A. Paccard: Le Parthénon. Documents pour servir à une restauration (Paris 1848). Digitalisat, UB Heidelberg
- Mémoire explicatif de la Restauration du Parthénon par Alexis Paccard, architecte-pensionnaire de l’Académie de France à Rome, 1845. Ècole des Beaux-Arts, Manuskript 241. Abgedruckt in: Marie-Christine Hellmann – Phillippe Fraisse (Hrsg.): Paris – Rome – Athènes. Le voyage en Grèce des architectes français aux XIXe et XXe siècles (Paris 1982) S. 351–368.